# أعلى نسبة مشاهدة (مسلسل)
أعلى نسبة مشاهدة هو مسلسل تلفزيوني مصري عُرض في شهر رمضان عام 1445 هـ، من بطولة سلمى أبو ضيف وليلى أحمد زاهر ومحمد محمود وانتصار، والمسلسل من فكرة وإخراج ياسمين أحمد كامل.

## قصة المسلسل
تدور أحداث المسلسل عن قصة حقيقية لشيماء وهي فتاة تنحدر من عائلة فقيرة حيث تسعى هي وشقيقتها تخطي تلك الحياة من خلال مواقع التواصل الاجتماعي وخاصة منصة الـ(تيك توك)، حيث تقع لهما العديد من الأمور المشوقة وتتوالى الأحداث.

## طاقم التمثيل
- سلمى أبو ضيف (شيماء فتحي)
- ليلى أحمد زاهر (نسمة فتحي)
- محمد محمود (فتحي محمود البنهاوي)
- انتصار (حمدية)
- فرح يوسف (آمال فتحي)
- إسلام إبراهيم (علي)
- إلهام صفي الدين (هبة تاتو)
- هند عبد الحليم (كاميليا)
- أحمد فهيم (سامية)
- شيماء الشريف (سحر)
- جلا هشام (بندق)
- إنعام سالوسة (أم فتحي)
- يوسف عمر (حسن)
- لنا عز العرب (بائعة الملابس)
- كمال أدهم (الحاج/ سالم)
- نجلاء يونس (أم أحمد)
- أمجد الحجار (فوكس)
- محمد حاتم (طارق)
- أحمد الرافعي (ياسر)
- رضا إدريس
- عهد منعم (رحمة)
- دهبة أبو الدهب (بلطجي ١)
- عمر زهران (مدحت / والد كاميليا)
- عنبر (نوال)
- ريم رأفت (سكرتيرة كاميليا)
- ناصر عبد الله
- عبد السلام الدهشان
- ماجدة منير (نهال عبد الحميد - محامية (ضيفة شرف) )
- علاء حلمي (عبد الله / المدرس)
- أحمد بدير (القاضي - ضيف شرف)

## فريق العمل
- فكرة وإخراج: ياسمين أحمد كامل
- تأليف: سمر طاهر
- إنتاج: إي بروديوسر (عبد الله أبو الفتوح)
- مدير التصوير: يوسف بارود
- مونتاج: معتز الكاتب
- موسيقى تصويرية: عمرو إسماعيل

## وصلات خارجية
- أعلى نسبة مشاهدة على موقع IMDb (الإنجليزية)
- أعلى نسبة مشاهدة على موقع قاعدة بيانات الأفلام العربية
- أعلى نسبة مشاهدة على موقع قاعدة بيانات الفيلم (الإنجليزية)